# Adam Collett
Adam Troy Collett – australijski zapaśnik walczący w obu stylach. Zdobył trzy medale na mistrzostwach Oceanii w 2014 i 2015. Brązowy medalista mistrzostw Wspólnoty Narodów w 2011 roku.